# Кашаган
Кашаган — надвелике нафтогазове родовище на казахстанському шельфі Каспійського моря.

## Загальний опис
Розташоване на півночі Каспійського моря біля міста Атирау. Приурочене до Прикаспійської нафтогазоносної провінції. Є одним з найбільших родовищ в світі, відкритих за останні 40 років, а також найбільшим нафтовим родовищем на морі.
Передбачається, що родовище Кашаган має запаси близько 13 млрд барелів (2,1 млрд м³) сирої нафти. Суворі умови, в тому числі морський лід зимою, зміни температури від -35 до +40 °C, дуже мілка вода та високий рівень сірководню, разом з безгосподарністю і суперечками, зробили його одним з найбільш важких нафтових мегапроектів. Комерційне виробництво почалося у вересні 2013 року, але, через розущільнення трубопроводу пов'язане з непридатністю труб до високого вмісту сірководню, швидко зупинене.
Нафта була призначена як основне джерело поставок для нафтопроводу Казахстан-Китай. За оцінками CNN Money, розробка родовища коштувала $116 млрд за станом на 2012 рік, що зробило його найдорожчим енергетичним проектом в світі,. Інші джерела повідомляють про вартість на суму до $50 млрд.
Розробку родовища веде міжнародне спільне підприємство North Caspian Operating Company (NCOC) відповідно до угоди про розподіл продукції по Північному Каспію від 18 листопада 1997 року. В жовтні 2016 року перша нафта в кількості 26500 метричних тонн була направлена на експорт. Початкове виробництво очікується на рівні 90 тисяч барелів на день, NCOC має намір поступово збільшити виробничі потужності до цільового рівня 370 тисяч барелів на день до кінця 2017 року.
У 2017 р. Казахстан планує видобути до 8 млн тонн нафти на Кашагані.
Учасниками консорціуму з освоєння Кашагана є компанії «Аджип Каспіан Сі Б. В.» (16,807 %), «КННК Казахстан Б. В.» (8,333 %), «ЕксонМобіл Казахстан Інк» (16,807 %), "ІНПЕКС Норт Каспіан Сі, Лтд. "(7,563 %), " КМГ Кашаган Б. В. "(16,877 %), " Шелл Казахстан Девелопмент Б. В. «(16,807 %) і» Тоталь ЕІП Казахстан "(16,807 %).

## Історія
Відкрите 30 червня 2000 року свердловиною «Восток-1». Східний Кашаган відкрито влітку 2000 році, Західний Кашаган — в 2001 році, Південно-Західний Кашаган — в 2003 році. Початок промислового видобутку неодноразово переносився, фактично — з вересня 2013 року.
Назва родовища — на честь відомого поета-жирау XIX століття — Кашагана Куржіманули. Слово Кашаган означає норовистий, невловимий.

## Характеристика
Нафтогазоносність пов'язана з пермським, кам'яновугільними і девонським відкладеннями. Родовище характеризується як рифогених, коли вуглеводні перебувають під сольовим куполом (висота соляного купола 1,5-2 км). Відноситься до Прикаспійської нафтогазоносної провінції.
Початкові запаси значно перевищують запаси родовища Тенгіз, розташованого неподалік. Запаси нафти Кашагана коливаються в широких межах 1,5—10,5 млрд тонн. З них на Східний доводиться від 1,1 до 8 млрд тонн, на Західний — до 2,5 млрд тонн і на Південно-Західний — 150 млн тонн.
Нафта хорошої якості, за складом близька до тенгізької. Площа нафтових полів Кашагана в 6 раз більше, ніж на Тенгізі, коефіцієнт продуктивності в декілька разів вище, тиск понад 200 атм. Після освоєння цього родовища Казахстан може увійти в п'ятірку найбільших нафтодобувних країн світу.
Казахстан суттєво зміцнює свою позицію на світовому газовому ринку газу за рахунок розробки морського родовища Кашаган, яке в 2002 р. стало комерційним відкриттям в казахстанському секторі Каспію. На першому етапі освоєння Кашагану розпочате в 2005 р., попутно з нафтою щорічно добувається близько 3 млрд м³ газу.

## Технологія розробки
Окрім складних геологічних умов — великі глибини залягання (до 5500 м), високий пластовий тиск (80 МПа), високий вміст сірководню (до 19 %) — для Кашагану властиве несприятливе поєднання мілководдя і льодоутворення (близько 5 місяців в році). З огляду на останнє, ключовим елементом облаштування родовища є штучні острови.
Видача отриманої на островах продукції здійснюється за допомогою трубопровідної системи Острів D – Болашак, яка прямує до берегового комплексу підготовки нафти і газу Болашак. Крім того, ведеться будівництво газопереробного заводу Кашаган.  
Енергозабезпечення промислу здійснюють власні електростанції на острові D та у комплексі Болашак. 